# Vrij vloeistofoppervlak

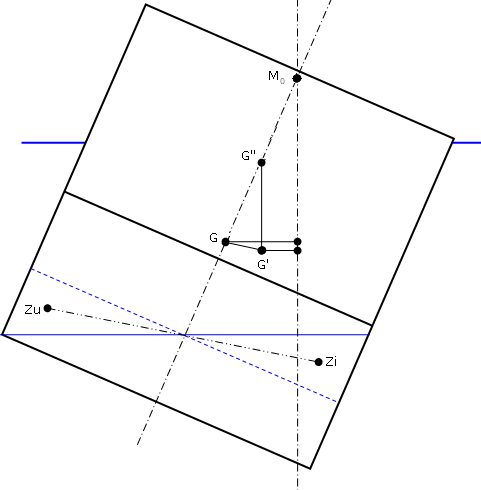
Vrijevloeistofcorrectie

Een vrij vloeistofoppervlak is het oppervlak van een vloeistof in een niet geheel gevulde tank. Als zo'n vloeistof aan boord van een overhellend schip in beweging komt, heeft dat een nadelig effect op de stabiliteit: het schip kan te veel  overhellen en zelfs kapseizen. Dit gebeurt doordat het gewicht van de vloeistof zich verplaatst naar de kant waar het schip overhelt en zo de hellingshoek vergroot. Het effect van vrije vloeistof heeft al tot diverse rampen geleid, zoals met de European Gateway, de Herald of Free Enterprise en mogelijk de Estonia. Vooral roro's lopen gevaar bij aanvaringen door de grote ongedeelde dekken. Water aan dek kan echter ook voor problemen zorgen, zoals het geval was bij de Dongedijk.
Het effect treedt niet alleen op bij vloeistoffen, maar komt ook voor bij los materiaal, als zaden, graan en grind. Een vrij vloeistofoppervlak treedt op bij tanks die gedeeltelijk, tussen de 5% en de 95%, zijn gevuld. Anders is het effect te verwaarlozen.
Een vrij vloeistofoppervlak heeft een nadelige invloed op de stabiliteit van het schip omdat het richtend moment van het schip erdoor verminderd wordt. Dat komt doordat met de beweging ook het zwaartepunt verplaatst. Als bijvoorbeeld het schip overhelt naar bakboord door een uitwendige kracht, zal ook de vloeistof naar bakboord bewegen. Hierdoor verplaatst ook het zwaartepunt van het schip zich naar bakboord en dit heeft het effect dat het langer zal duren om het schip te laten terugkeren naar zijn positie voor het overhellen.

## Vrijevloeistofcorrectie
Hoewel de gewichtsverplaatsing horizontaal is, wordt deze bij de stabiliteitsberekening uitgedrukt als een verticale vermindering van de GM0, de metacentrische hoogte. Deze verticale vermindering is de vrijevloeistofcorrectie (vvc). Volgens de zwaartepuntsverschuivingswet beweegt het zwaartepunt G zich evenwijdig aan de werklijn Zu-Zi naar G’. Denkbeeldig kan G’ verschoven worden naar G’’ over zijn werklijn naar het vlak van kiel en stevens. Nu is te zien dat dit leidt tot een schijnbare afname van de GM0 met GG’’, de vrijevloeistofcorrectie. De gecorrigeerde metacentrische hoogte is:
G’M0 = GM0 - GG’’
GG’’ is uit te rekenen. Voor een rechthoekige tank kan de vvc berekend worden met:
{\displaystyle {\frac {l\cdot b^{3}\cdot s.g.}{12\cdot \Delta }}\,}, waarin:

l = lengte van de tank

b = breedte van de tank

s.g. = soortelijk gewicht van de vloeistof

Δ = het deplacement van het schip
Uit de formule valt op te maken dat vooral de breedte van de tank van invloed is op de vvc. Om deze reden worden vaak langsschotten aangebracht in tanks. Door de scheepsbouwer wordt van elke tank de vvc berekend. Voor de stabiliteitsberekening worden de vvc-waarden van alle tanks opgeteld.
Bovenstaande berekening is van toepassing op de dwarsscheepse stabiliteit, aangezien deze eerder kritisch is dan de langsscheepse stabiliteit. Door echter in de formule l en b om te draaien, kan ook het langsscheepse effect worden uitgerekend.